# Newfoundland and Labrador Census Division No. 11
Die Census Division No. 11 ist eine Verwaltungseinheit in der kanadischen Provinz Neufundland und Labrador.
Die Census Division No. 11 erstreckt sich über den Norden von Labrador. Die Verwaltungseinheit hat eine Fläche von 69.371,46 km². Beim Zensus 2016 wurde eine Einwohnerzahl von 2558 ermittelt. Beim Zensus 2011 betrug sie 2617. Seit Juni 2005 entspricht die Verwaltungseinheit dem autonomen Gebiet Nunatsiavut.

## Gemeinden (Towns)
- Hopedale
- Makkovik
- Nain
- Postville
- Rigolet

## Census Subdivisions
- Subdivision C
- Subdivision E